# ФК Константин
Спортски клуб Константин (арап. النادي الرياضي القسنطيني‎) је фудбалски клуб из истоименог града у Алжиру. Константин је основан 1898. године. Боје клуба су зелена и црна. Константин игра на стадиону Мухамед Хамлауи који има капацитет 60.000 места. Клуб је добио име по римском императору који је основао град, Цару Константину.

## Успеси
- Прва лига Алжира: 1996/97, 2017/18.
- КАФ Лига шампиона: 2019.